# Dichromodes albitacta
Dichromodes albitacta là một loài bướm đêm trong họ Geometridae.